# 巴拿馬仿刺鎧蝦
巴拿馬仿刺鎧蝦（学名：Munidopsis panamae）为鎧甲蝦科仿刺鎧蝦屬下的一个种。